# タラス・デンコ
タラス・デンコ（Taras Danko、1980年7月3日 - ）は、ウクライナのレスリング選手。2008年北京オリンピックレスリングフリースタイル84kg級の銅メダリストである。2000年までアゼルバイジャン代表として国際大会に出場していた。
2004年アテネオリンピックでは、フリースタイル84kg級に出場。予選リーグを突破し準々決勝に進出。しかし、この大会で銀メダルを獲得した韓国の文義済の前に敗退。2008年北京オリンピックでも同階級に出場し、準々決勝に進出するが、タジキスタンのユスプ・アブドサロモフに敗れる。しかし、敗者復活戦を勝ち上がり、銅メダルを獲得した。

## 実績
- オリンピック
  - 2008年北京オリンピック　銅メダル
- 世界選手権
  - 3位　2005年
- ヨーロッパ選手権
  - 優勝　2005年
  - 2位　2007年
  - 3位　2006年